# Шуазёль, Сезар-Огюст II дю Плесси-Прален
Сезар-Огюст де Шуазёль дю Плесси-Прален (фр. César-Auguste de Choiseul du Plessis-Praslin; ок. 1637 — 12 апреля 1705, Париж), герцог де Шуазёль — французский генерал.

## Биография
Четвертый сын маршала Франции герцога Сезара де Шуазёля дю Плесси-Пралена и Коломб Лешаррон.
Граф дю Плесси-Прален, виконт де Сен-Жан.
Первоначально был мальтийским рыцарем, аббатом-коммендатарием Сен-Совёр-де-Редона и Бонваля, и был известен как шевалье дю Плесси.
24 мая 1656 брат передал ему свой пехотный полк (позднее Пуатвинский). Участвовал в 1656 году в осаде Валансьена, сражении под его стенами, осаде и взятии Монмеди (1657), Гравелина (1658), Шарлеруа, Ата, Турне, Дуэ, Лилля (1667), Безансона, Доля, Гре (1668). Бригадир пехоты (27.03.1668), кампмаршал (8.10.1669), вместе с производством в чин получил приказ отправляться на оборону Кандии, но вскоре стало известно, что город пал и венецианцы заключили мир с турками.
18 июля 1672 был назначен в Голландскую армию, участвовал в осаде Арнема, под которым 15 июля был убит его старший брат. После этого Сезар-Огюст принял титул графа дю Плесси. В составе корпуса графа де Шамийи обложил Женап и участвовал в осаде и взятии Граве.
В 1673 году под командованием маршала Тюренна был при взятии Унны, Камена, Альтены, Билефельда и во всех походах кампании того года. В следующем году под началом того же командующего сражался при Зинсхайме (16.06), Ладембурге (5.07), Энцхайме (4.10), Мюльхаузене (29.12) и Туркхайме (5.01.1675).
В 1675 году был направлен в армию маршала Креки. Служил при осаде Динана и прикрытии осад Юи и Лимбурга, после чего выступил на Трир. Показал большое мужество в битве при Концер Брюкке и обороне Трира. Был в бою при Кокесберге (1676) под командованием маршала Люксембурга.
Генерал-лейтенант армий короля (25.02.1677), в кампанию того года служил при осаде и взятии Валансьена, битве при Касселе, осаде и взятии Сент-Омера. В следующем году участвовал в осадах и взятии Гента и Ипра. В 1684 году был при осаде Люксембурга, где погиб его племянник, после чего Сезар-Огюст 1 июня стал герцогом де Шуазёлем, пэром Франции, первым палатным дворянином герцога Орлеанского, губернатором и генеральным наместником города, графства и епископства Туля.
31 декабря 1688 был пожалован Людовиком XIV в рыцари орденов короля.
20 марта 1689 определен во Фландрскую армию маршала д'Юмьера, участвовал в проигранной французами битве при Валькуре. 19 апреля 1690 был назначен в армию маршала Люксембурга. Командовал правым крылом в битве при Флёрюсе. 28 апреля 1691 снова был определен в армию Люксембурга, участвовал во взятии Халле, захвате фуража у Брен-ле-Конта и бою при Лёзе. В 1692 году командовал домом короля в битве при Стенкерке, после чего оставил службу.
В сентябре 1696 вместе с герцогом де Ранданом был послан в качестве заложника в Турин, для обеспечения исполнения условий мирного договора с Савойей. Вернулся во Францию в январе 1697.
По словам герцога де Сен-Симона, Виктор-Амедей Савойский намеренно выбрал двух этих вельмож, так как Рандан был жуиром, а Шуазёль «был подавлен грузом бедности и постоянного невезения; оба они не  отличались особым умом и не имели ни малейшего представления о том, на что имеют право претендовать, а потому их было очень легко удовлетворять ничтожными подачками и морочить несбыточными обещаниями; в них не было ничего от истинных придворных, и они не пользовались особым уважением, хотя и были оба очень знатного рода и кавалерами Ордена Святого Духа».
Умер в Париже. Был погребен в церкви фёйянов на улице Сент-Оноре.
Сен-Симон пишет, что Шуазёль должен был в 1693 году получить маршальский жезл, но был обойден пожалованием из-за скандальной репутации своей жены:

Его жена, сестра Лавальера, красивая и сложенная как богиня, была неразлучна со своей ближайшей подругой и кузиной, принцессой де Конти. Она славилась своими бессчетными и довольно скандальными похождениями. Король, которого  тревожила дружба дочери с этой особой, пытался ее образумить, затем наказать, даже удалял ее от двора, но в конце концов всегда прощал ее. Видя, однако, что она неисправима, и сам питая отвращение ко всякого рода скандалам и соблазнам, он решил прибегнуть к помощи мужа, дабы избавиться от нее раз и навсегда. Присвоение маршальских званий было для того удобным предлогом, и он поручил месье де Ларошфуко, близкому другу герцога де Шуазёля, убедить последнего в том, что непристойное поведение супруги вредит его  репутации, что ему следует отправить ее в монастырь, а в случае если он будет колебаться, дать ему понять, что такова цена предназначенного ему маршальского жезла. Все произошло именно так, как и предполагал Король. Герцог де Шуазёль, блистательный полководец, в повседневной жизни был человеком слабохарактерным и добрейшей души. Уже очень немолодой и все еще немного влюбленный в свою жену, которой почти всегда удавалось заставить его верить всему, что она хотела, он не мог решиться на подобный скандал. Месье де Ларошфуко, исчерпав все свое красноречие, был вынужден прибегнуть к последнему аргументу. Но это все и испортило. Герцог де Шуазёль,  возмущенный тем, что вознаграждение его ратных трудов и славы, которую он стяжал на поле брани, зависит от сугубо семейных, касающихся только его лично дел, категорически отказался. И ничто не могло поколебать его решения. История эта стала достоянием гласности, и он поплатился за свое упорство маршальским жезлом. И что самое прискорбное, так это то, что жена его вскоре была удалена от двора и распутство ее зашло так далеко, что герцог де Шуазёль не смог более этого терпеть, прогнал ее из своего дома и расстался с ней навсегда. — Герцог де Сен-Симон. Мемуары. 1691—1701. — М., 2007. — С. 44

## Семья
1-я жена (30.07.1681): Луиза-Габриель де Лабом-Леблан (ок.1665—7.11.1698), дочь Франсуа де Лабом-Леблана, маркиза де Лавальера, губернатора Бурбонне, и Габриели Гле де Лакотардейк, племянница герцогини де Лавальер. Умерла от чахотки. «Красивая, с точеной фигурой, очаровательно остроумная, она ушла из жизни во цвете лет; но поведением отличалась столь отвратительным, что в конце концов даже любовники стали ее 
презирать», а муж не пришел к ее смертному одру
Дети:
- сын (10.11.1688—13.08.1690)
- Мари-Луиза-Габриель (30.10.1683—19.05.1710), замужем не была
- Мари-Луиза-Тереза (5.10.1692—1720), замужем не была
- Огюстина-Франсуаза (8.10.1697—5.07.1728). Была воспитана у маркизы д'Отфор, подруги своей матери, и называлась мадемуазелью де Сен-Сир. Судилась со своим дядей по матери герцогом де Лавальером, оспорившим ее статус 30 июня 1723. Была крещена только 13 июля 1723. Парижский парламент 13 апреля 1726 принял доказательства ее происхождения и постановлением Большой палаты от 18 июля объявил дочерью герцога и герцогини де Шуазёль

2-я жена (2.05.1699): Мари Бутийе (1646—1728), дочь Леона Бутийе, графа де Шавиньи, министра и государственного секретаря, великого казначея орденов короля, и Анн Фелипо, вдова Никола Брюлара, маркиза де Лаборда, барона де Сомбернона, первого президента Дижонского парламента. Обладала значительным состоянием, что, по словам Сен-Симона, позволило герцогу де Шуазёлю выбраться из бедности. Вступила во второй брак в расчете получить доступ ко двору и право табурета, «каковое ей, к великому ее удовольствию, удалось в конце концов купить»